# Lock and Dam No. 11
Lock and Dam No. 11 (Schleuse und Staustufe Nr. 11) ist eines von 29 Stauwerken, die die Schifffahrt am oberen Mississippi ermöglichen. Das zwischen 1934 und 1937 vom United States Army Corps of Engineers errichtete kombinierte Bauwerk befindet sich zwischen Dubuque in Iowa und dem Grant County in Wisconsin. Im Jahr 2004 wurde das Lock and Dam No. 11 Historic District in das NRHP aufgenommen.

## Staustufe
Zur Staustufe gehören ein 1018 m langer Steindamm auf der Wisconsin-Seite und ein 450,5 m langer regelbarer Teil, der aus einem 13-teiligen Segmentwehr und drei Stauwalzen besteht.
Die Stauhöhe beträgt neun Fuß (2,70 m). Der Zweck des Wehres ist nicht in erster Linie der Hochwasserschutz, sondern das Aufstauen des Mississippi für die Schifffahrt.

## Schleuse
Die Schleuse ist 182,9 m lang und 33,5 m breit. Daneben befindet sich eine zweite, jedoch nicht fertiggestellte kleinere Schleusenkammer.

## Bilder

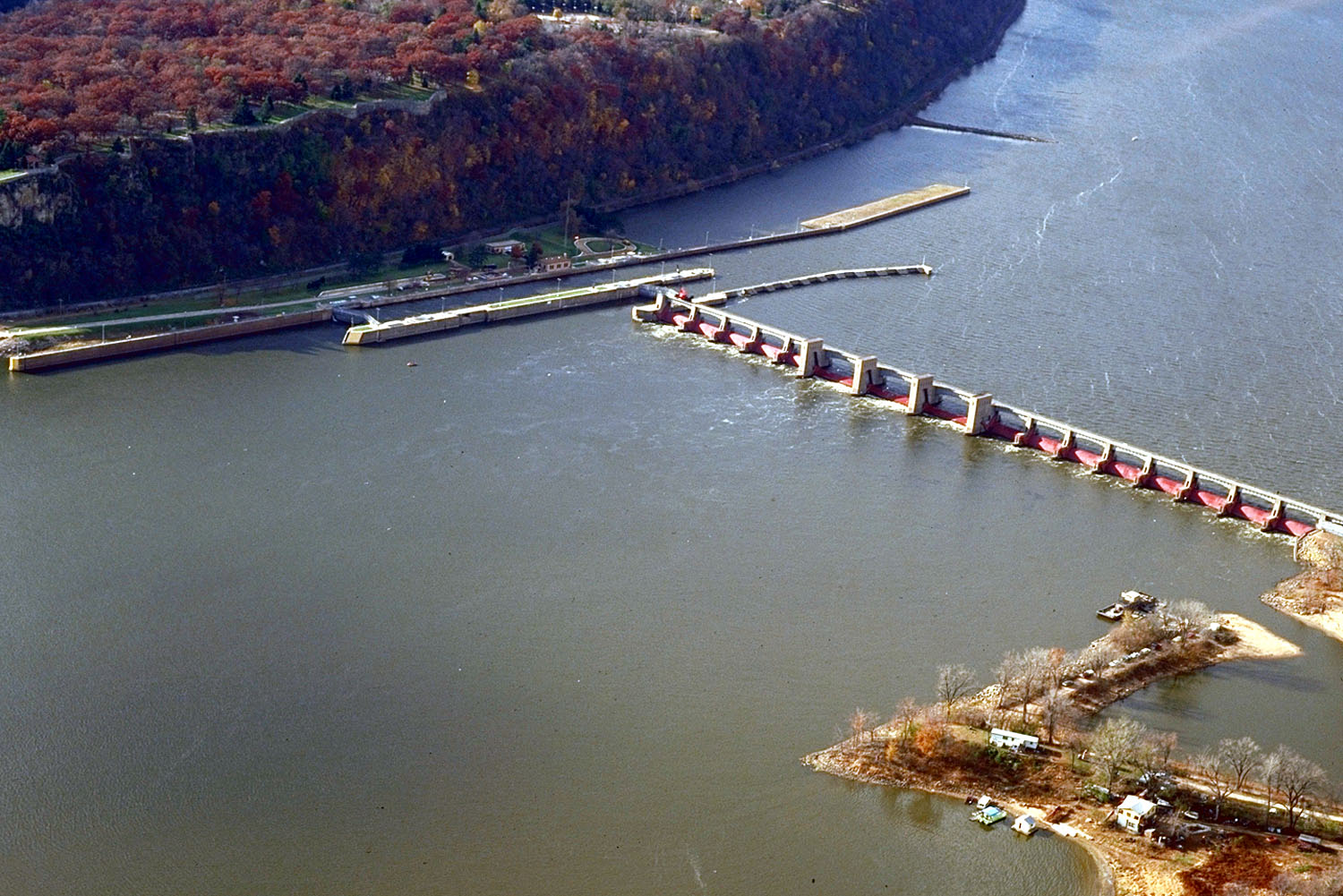
Blick von Wisconsin zum Iowa-Ufer
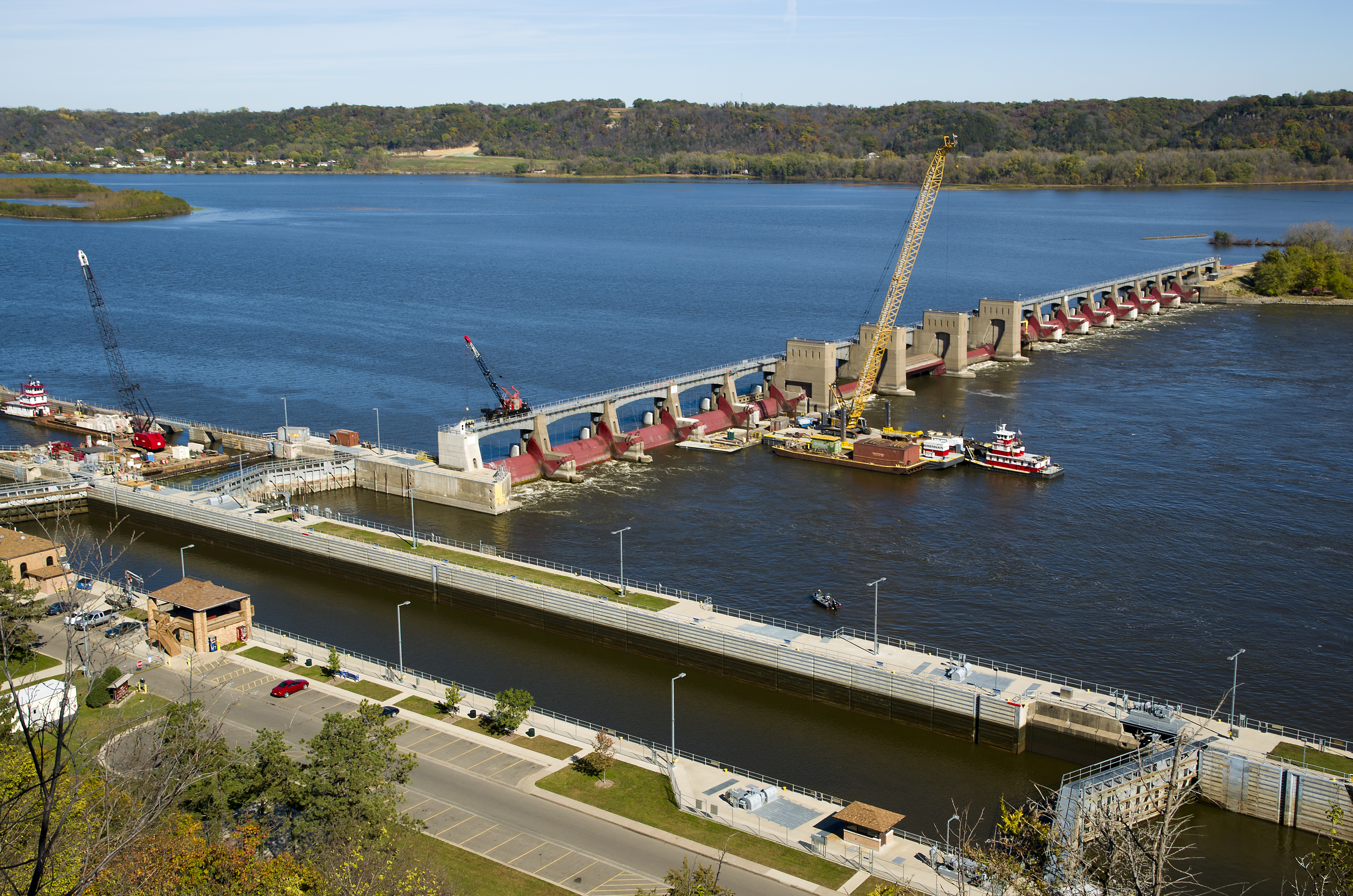
Blick von der Schleuse Dubuque über das Wehr nach Wisconsin
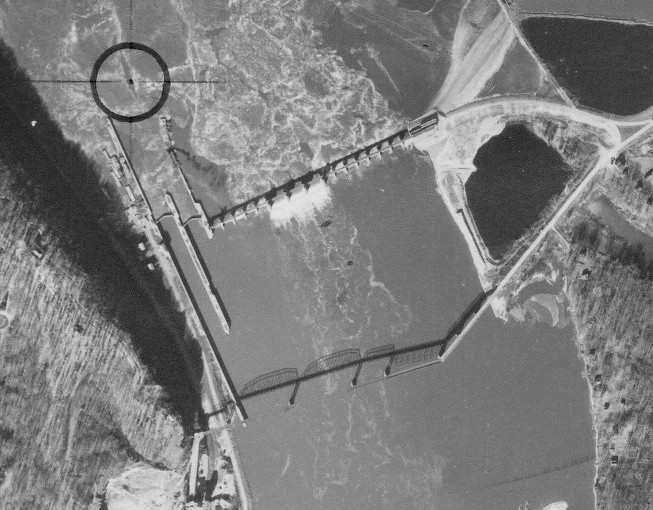
Luftbild von 1940 mit der ehemaligen Eagle Point Bridge